# Moosbach (Gemeinde Moosbach, Oberösterreich)
Moosbach ist ein Ort im Innviertel Oberösterreichs wie auch Ortschaft  der Gemeinde Moosbach im Bezirk Braunau am Inn.

## Geographie
Der Ort befindet sich 24 Kilometer westlich von Ried im Innkreis und 10 Kilometer südöstlich von Braunau am Inn.
Das Dorf Moosbach liegt am Westrand des Innviertler Hügellands auf um die 400 m ü. A. Höhe im vorderen Moosbachtal, westlich des Schachawalds.
Die Ortschaft umfasst etwa 40 Gebäude mit um die 120 Einwohnern.
Moosbach ist nicht der formale Hauptort der Gemeinde, das ist Waasen. In Moosbach ist aber das Gemeindeamt angesiedelt, und es ist auch die postalische Ortschaft. Moosbach und Waasen sind inzwischen aber weitestgehend verwachsen, die amtliche Grenze verläuft Wilhelm-Mayer-Straße – Kirchweg.
Durch den Ort führt die B142 Mauerkirchener Straße.
Nachbarorte und -ortschaften
| Bäckenberg (O) | Dietraching (O)                             |             |
| Grubedt (O)    | Kompassrose, die auf Nachbargemeinden zeigt | Hufnagl (O) |
|                | Waasen (O)                                  |             |

## Geschichte, Infrastruktur und Sehenswürdigkeiten
In Moosbach befindet sich die Pfarrkirche Hl. Ap. Petrus und Hl. Papst Silvester, die einzige Silversterkirche Oberösterreichs. Sie ist schon um 1070 urkundlich erwähnt. Pfarrkirche und Friedhof stehen unter Denkmalschutz (Listeneintrag).
Hier befand sich auch ein Edelsitz, um 1220 ist ein Vlrich de Mospach genannt.
Wo der Pfarrhof steht, befand sich früher das Schloss Moosbach, 1817 Hofmark, das später in ein Strafhaus umgewandelt wurde. Hofmark Moosbach und Waasen waren nicht im selben Besitz, letzteres war mit der Herrschaft Aspach vereint und zu der Zeit bei den Grafen von Haßlang.

1995 wurde ein mittelalterlicher Erdstall entdeckt.
Sehenswert ist auch die Pfarrerkapelle (bei Moosbach 4, Listeneintrag).
Über dem Ort steht die Linde auf dem Pfarrhofberg (Pfarrerberg), ein Naturdenkmal (Listeneintrag).